# Meneci (pastor)
D'acord amb la mitologia grega, Meneci (en grec antic Μενοίτιος) va ser un pastor infernal, encarregat de tenir cura dels ramats d'Hades. El seu pare era Ceutònim, una divinitat de dels inferns, assimilat de vegades al tità Jàpet.